# Cryptolaria pectinata
Cryptolaria pectinata is een hydroïdpoliep uit de familie Lafoeidae. De poliep komt uit het geslacht Cryptolaria. Cryptolaria pectinata werd in 1888 voor het eerst wetenschappelijk beschreven door Allman. 